# Brown HT
Brown HT còn gọi là Brown HT sô-cô-la, Brown 3 thực phẩm và C.I. 20285, là một thuốc nhuộm diazo nhựa than tổng hợp màu nâu.
Khi sử dụng làm thuốc nhuộm thực phẩm, số E của nó là E155. Nó được sử dụng thay thế cho bột ca cao hay caramel làm chất tạo màu. Nó được sử dụng chủ yếu trong bánh sô-cô-la, nhưng cũng được dùng trong các sản phẩm sữa và pho mát, sữa chua, mứt, hoa quả, cá và nhiều sản phẩm khác.
Nó được Liên minh châu Âu cho phép sử dụng. Tuy nhiên, nó bị cấm tại các quốc gia như Australia, Áo, Bỉ, Đan Mạch, Pháp, Đức, Na Uy, Thụy Điển, Thụy Sĩ và Hoa Kỳ.
Năm 1984, Ủy ban Chuyên gia hỗn hợp FAO/WHO về Phụ gia thực phẩm (JECFA) thiết lập mức nạp vào cơ thể mỗi ngày có thể chấp nhận (ADI) là 0-1,5 mg/kg trọng lượng cơ thể/ngày, còn Ủy ban Khoa học Liên minh châu Âu về Thực phẩm (SCF) thiết lập ADI 0–3 mg/kg trọng lượng cơ thể/ngày.